# スロウ・ダメージ
『スロウ・ダメージ』（英: Slow Damage）は、Nitro+CHiRALが開発・発売したボーイズラブゲーム。略称は「スロダメ」。日本では2021年2月25日に発売された。

## 概要
ニトロプラスキラルの第5作目となるボーイズラブゲーム。公式略称は「スロダメ」。スピンオフ作品として『Slow Damage Clean dishes』が存在し、アニメイトゲームズなどのウェブブラウザでプレイ可能。

## ストーリー
20XX年の日本。深刻な不況を打破するためカジノリゾートとして開発された特別行政区「新神海（しんこうみ）」。この街は事実上、カジノ運営組織「鷹郷組」が支配する無法地帯と化していた。
主人公・トワは医師・タクの病院に居候しながら、自らの趣味である「人の欲望を描くこと」に没頭していた。彼の作家名は「euphoria」——欲望を自らにぶつけ、その体験をキャンバスに描き出す行為は、時に相手を瀕死の重傷に追いやっても構わないほどの執着だった。

## 登場人物

### 主人公
- トワ - 本作の主人公。画家として「euphoria」の名で活動。

### 攻略キャラクター
- タク - トワが居候する病院の医師。
- レイ - バー「ルースト」のバーテンダー。
- 斑目 - 新神海を支配する鷹郷組の幹部。
- 藤枝 - 新神海警察署の刑事。

### サブキャラクター
- 榊秀康（声: マミヤヤスヒロ） - 鷹郷組次期ボス候補。
- 五十嵐透（声: イシヤハルキ） - 鷹郷組構成員。
- 遠野正巳（声: 本名不明） - 鷹郷組本部長。
- 小太郎（声: 本名不明） - 鷹郷組構成員。
- マユ（声: フカマチトシナリ） - 鷹郷組構成員。
- 小早川英司（声: 本名不明） - 鷹郷組の情報担当。

## ゲームシステム
「探索パート」と「心理パート」で構成される独自システム：
- 探索パート: マップを移動しNPCと会話して「インスピレーション」を収集
- 心理パート: 収集したインスピレーションを使い相手の心理を分析
  - 画面右の砂時計は「幸福度」、キャラクター背景のジグザグは「狂気度」を示す
  - クリア条件は状況によって幸福度または狂気度の最大化

フルコンプリートには全インスピレーション収集と全エンディングの達成が必要。ゲームオーバーは達成条件に含まれない。

## メディアミックス

### 漫画
- Slow Damage -前日譚-（2020年無料公開）
- Slow Damage コミックス（全11話、本編第1章を漫画化）
- Slow Damage Clean dishes -leveret-（全3話）

### ウェブラジオ
- 真剣でスロウ・ダメージ（2020年10月-2021年2月、全5回）

### ドラマCD
| タイトル                                       | 内容                              |
| ---------------------------------------------- | --------------------------------- |
| Slow Damage DramaCD Vol.1 Taku After Story     | タクルート後日談                  |
| Slow Damage DramaCD Vol.2 Rei After Story      | レイルート後日談                  |
| Slow Damage DramaCD Vol.3 Madarame After Story | 斑目ルート後日談                  |
| Slow Damage DramaCD Vol.4 Fujieda After Story  | 藤枝ルート後日談                  |
| Slow Damage Clean dishes DramaCD               | スピンオフ後日談（2023年6月発売） |

## 海外展開
英語版は2022年11月14日にダウンロード版、2023年9月8日にパッケージ版が発売。パッケージ版特典：
- ゲームDVD
- ボーカルサウンドトラックCD
- 特製ノート
- デジタルブックレット

Steam版は審査の関係で発売延期が続いている。

## 評価
- システム面: 探索要素の導入により従来のビジュアルノベル形式の問題点を改善
- シナリオ: キラル作品史上最高の完成度と評される
- キャラクターデザイン: 主人公トワのデザインは高評価だが、サブキャラクターの個性的なデザインが話題に

発売後の実績：
- DLsite 2021年年間売上ランキング11位
- 英語版発売初週に販売ランキング1位

## 開発経緯
ニトロプラスキラル作品中最長の開発期間を経てリリース。淵井鏑はCOVID-19の影響で開発が困難だったことを明かしている。作品内のBGMコーラスは社内女性スタッフが担当。